# Mihovilac djetelinjak
Mihovilac djetelinjak (lat. bituminaria bituminosa) je višegodišnja mediteranska zeljasta vrsta iz roda Bituminaria.
Pterokarpan bitucarpin A i B mogu se izolirati iz nadzemnih dijelova B. bituminosa.
Ima nekoliko potencijalnih upotreba: (i) krmni usjev, (ii) fitostabilizacija tla kontaminiranih ili degradiranih teškim metalima, (iii) sinteza furanokumarina (psoralen, angelicin, ksantotoksin i bergapten), spojeva od širokog farmaceutskog interesa.
Lako ga je prepoznati po karakterističnom mirisu bitumena iz lišća. Čini se da je ova jaka karakteristična aroma nalik katranu rezultat kombinacije nekoliko tvari kao što su fenoli, sumporni spojevi, seskviterpeni i vjerojatno kratkolančani ugljikovodik. Ukupni sadržaj polifenola bio je < 2%, a kondenziranih tanina bio je <0,8% u suhoj težini.

## Taksonomija
Ovu je vrstu prvi legitimno opisao 1753. godine Carl Linné u svom Species Plantarum, djelu koje je danas međunarodno prihvaćeno kao polazište moderne botaničke nomenklature, a nazvao ga je Psoralea bituminosa. Philipp Conrad Fabricius opisao je rod Bituminaria 1759. godine, koji je ranije predložio Lorenz Heister, ali bez pravog opisa. Godine 1787. Friedrich Kasimir Medikus opisao je drvenasti oblik kao Asphalthium frutescens i zeljasti oblik kao Asphalthium herbaceum. Jules Pierre Fourreau je smatrao da je Linnaeus bio prvi i napravio je novu kombinaciju Asphalthium bituminosum 1868. Kada je Charles Howard Stirton revidirao neke od Papilionoideae južne Afrike 1981., preraspodijelio je mnoge vrste koje su bile uključene u Psoralea u nekoliko novih rodova, uključujući ovu vrstu. Asphalthium je smatrao kasnijim sinonimom za Bituminaria i stoga je stvorio novu kombinaciju Bituminaria bituminosa.

## Vanjske poveznice
- Bituminaria bituminosa na www.fao.org  Arhivirana inačica izvorne stranice od 6. siječnja 2015. (Wayback Machine)

### Ostali projekti
|  | Zajednički poslužitelj ima stranicu o temi Bituminaria bituminosa    |
|  | Zajednički poslužitelj ima još gradiva o temi Bituminaria bituminosa |
|  | Wikivrste imaju podatke o taksonu Bituminaria bituminosa             |